# Andorra a 2002. évi téli olimpiai játékokon
Andorra az egyesült államokbeli Salt Lake Cityben megrendezett 2002. évi téli olimpiai játékok egyik részt vevő nemzete volt. Az országot az olimpián 1 sportágban 3 sportoló képviselte, akik érmet nem szereztek.

## Alpesisí
Férfi
| Versenyző    | Versenyszám      | 1. futam | 1. futam | 2. futam      | 2. futam      | Összesítés | Összesítés |
| Versenyző    | Versenyszám      | Idő      | Hely.    | Idő           | Hely.         | Idő        | Helyezés   |
| ------------ | ---------------- | -------- | -------- | ------------- | ------------- | ---------- | ---------- |
| Victor Gómez | Óriás-műlesiklás | 1:17,83  | 52.      | 1:15,50       | 39.           | 2:33,33    | 39.        |
| Alex Antor   | Műlesiklás       | 54,57    | 33.      | nem ért célba | nem ért célba | kiesett    | kiesett    |
| Alex Antor   | Óriás-műlesiklás | 1:16,66  | 46.      | 1:14,73       | 37.           | 2:31,39    | 36.        |

Női
| Versenyző  | Versenyszám      | 1. futam | 1. futam | 2. futam      | 2. futam      | Összesítés | Összesítés |
| Versenyző  | Versenyszám      | Idő      | Hely.    | Idő           | Hely.         | Idő        | Helyezés   |
| ---------- | ---------------- | -------- | -------- | ------------- | ------------- | ---------- | ---------- |
| Vicky Grau | Műlesiklás       | 58,13    | 35.      | 57,03         | 18.           | 1:55,16    | 24.        |
| Vicky Grau | Óriás-műlesiklás | 1:21,24  | 45.      | nem ért célba | nem ért célba | kiesett    | kiesett    |